# Bergasillas Bajera
Bergasillas Bajera ist ein Ort und eine nordspanische Gemeinde (municipio) mit 36 Einwohnern (Stand: 2024) im Osten der Autonomen Gemeinschaft La Rioja. Neben dem Hauptort Bergasillas Bajera gehört der Weiler Bergasillas Somera zur Gemeinde.

## Lage und Klima
Die Gemeinde Bergasillas Bajera liegt ca. 35 km (Fahrtstrecke) südöstlich von Logroño in einer Höhe von ca. 845 m. Das Klima ist gemäßigt bis warm; Regen (ca. 683 mm/Jahr) fällt übers Jahr verteilt.

## Bevölkerungsentwicklung
| Jahr      | 1970 | 1981 | 1991 | 2001 | 2011 | 2021 |
| Einwohner | 88   | 29   | 31   | 29   | 35   | 34   |

Infolge der Landflucht als Folge der Mechanisierung der Landwirtschaft ist die Zahl der Einwohner seit Beginn des 20. Jahrhunderts deutlich gesunken.

## Sehenswürdigkeiten
- Jakobuskirche in Bergasillas Bajera
- Magdalenenkirche in Bergasillas Somera

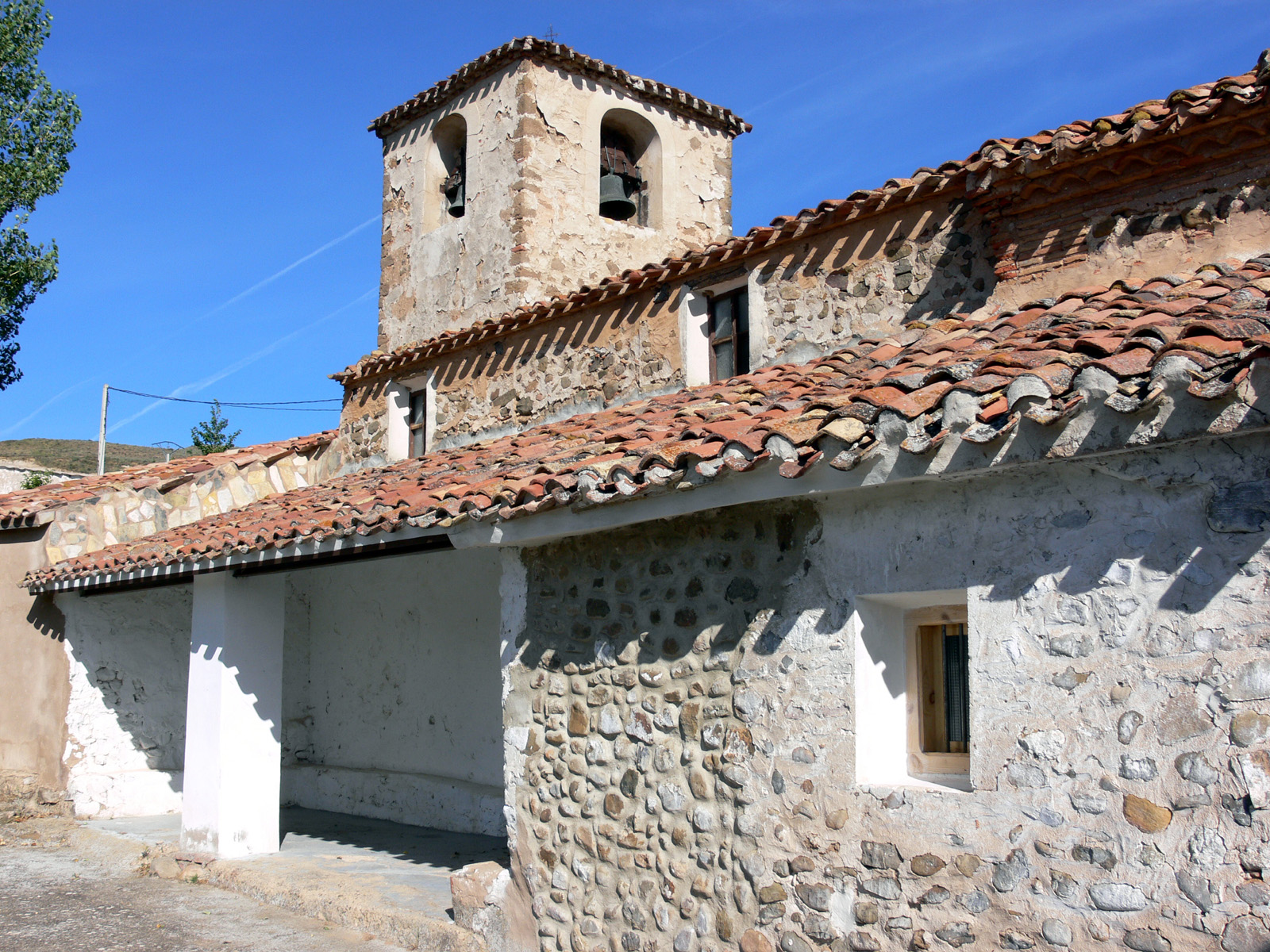
Jakobuskirche
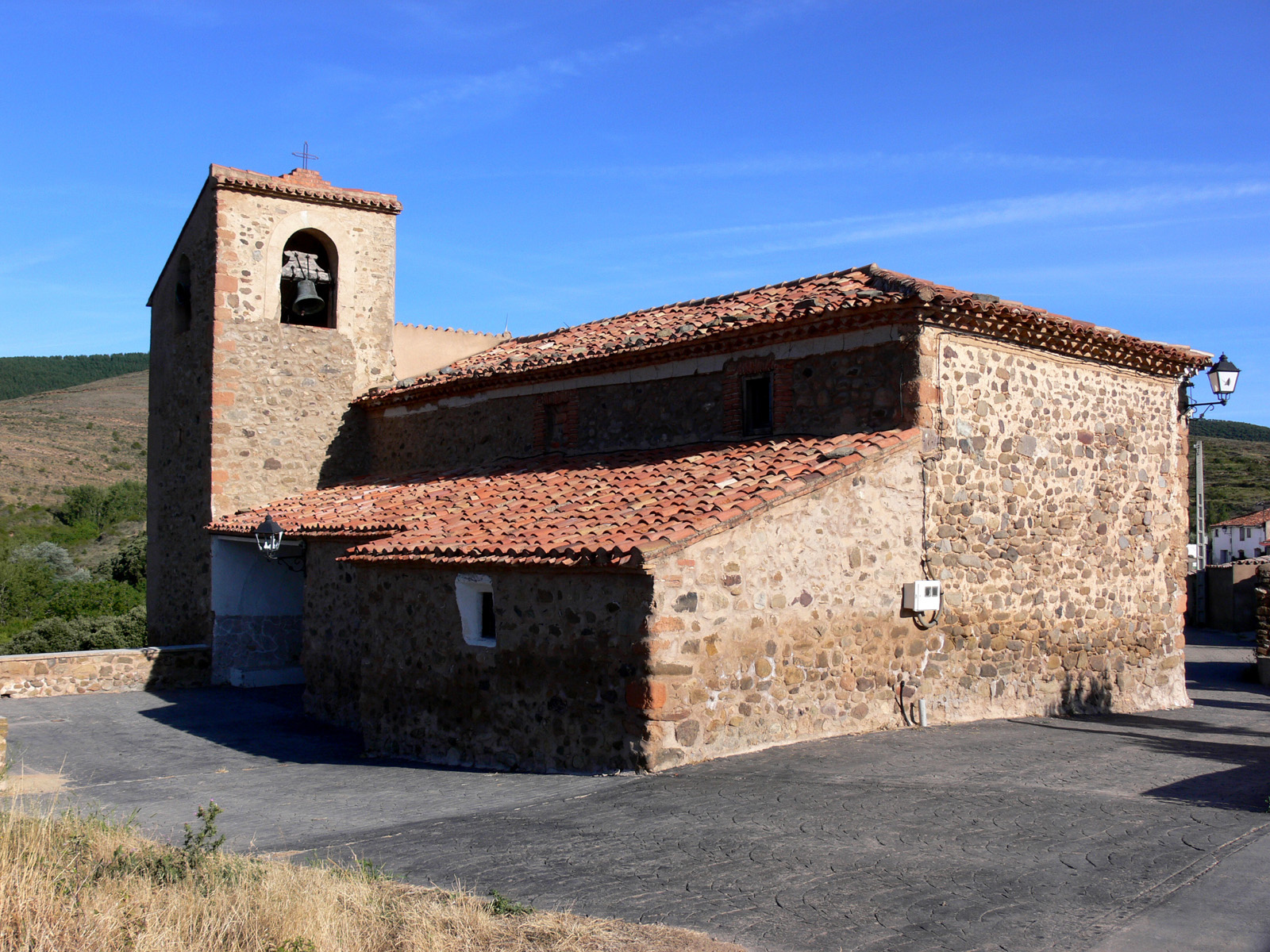
Magdalenenkirche